# Nucleosíntesis primordial
En cosmología física, la nucleosíntesis primordial (nucleosíntesis del Big Bang o nucleosíntesis cosmológica) se refiere al periodo durante el cual se formaron determinados elementos ligeros: el usual 1H (el hidrógeno ligero), su isótopo el deuterio (2H o D), los isótopos del helio 3He y 4He y los isótopos del litio 7Li y 6Li y algunos isótopos inestables o radiactivos como el tritio 3H, y los isótopos del berilio, 7Be y 8Be, en cantidades despreciables.

## Características de la nucleosíntesis del Big Bang
Hay dos características importantes de la nucleosíntesis del Big Bang:
- duró solo unos tres minutos (durante el periodo entre 100 y 300 segundos del inicio de la expansión del espacio), después de lo cual la temperatura y la densidad del Universo cayeron por debajo de lo que se requería para la fusión nuclear.[1] La brevedad de la nucleosíntesis es importante porque evita la formación de elementos más pesados que el berilio mientras que al mismo tiempo se permite la existencia de elementos luminosos incombustibles, como el deuterio;[cita requerida]
- se extendió, rodeando el Universo observable.[cita requerida]

El modelo estándar del Big Bang asume la existencia de tres familias de neutrinos (asociadas al electrón, el muon y el tau), así como un valor concreto de la vida media del neutrón (una estimación reciente la sitúa en τ = 886,7 ± 1,9 s). En este contexto, la Nucleosíntesis dará resultados en masas abundantes de aproximadamente un 75 % de H-1, un 25 % de He-4 y un 0,01 % de deuterio y un poco (en el orden de 10-10) de litio y berilio y nada de otros elementos. Que las abundancias observadas en el Universo son consistentes con estos números se considera una fuerte prueba de la teoría del Big Bang.
En este campo es habitual hablar de porcentajes por masa, de tal manera que el 25 % de He-4 significa que el 25 % de la masa forma He-4. Si se recalcula el número átomo por átomo o mol por mol, el porcentaje de He-4 sería menor.

## Secuencia de la nucleosíntesis
La nucleosíntesis del Big Bang empieza sobre un minuto después del Big Bang, cuando el Universo se ha enfriado lo suficiente como para formar protones y neutrones estables después de la bariogénesis. Las abundancias relativas de estas partículas siguen los argumentos termodinámicos sencillos, combinados con el hecho de que la temperatura media del Universo cambia a través del tiempo (si las reacciones necesarias para alcanzar el termodinámicamente favorecido equilibrio, los valores son demasiado pequeños comparados con los cambios de temperatura provocados por la expansión, las abundancias permanecerían en algún valor específico sin equilibrio). Combinando la termodinámica y los cambios traídos en la expansión cósmica, se puede calcular la fracción de protones y neutrones basada en la temperatura en este punto. Esta fracción favorece a los protones, porque las grandes masas de neutrones resultan de la conversión de neutrones a protones con una vida media de unos 15 minutos. Una característica de la Nucleosíntesis es que las leyes y las constantes físicas que gobiernan el comportamiento de la materia a estos niveles de energía están muy bien comprendidos e incluso la Nucleosíntesis carece de las incertidumbres especulativas que caracterizan los primeros periodos en la vida del Universo. Otra característica es que el proceso de nucleosíntesis está determinado por las condiciones en las que empezó esta fase de la vida del Universo, haciendo que lo que ocurriera antes fuera irrelevante.
Según se expande el Universo, se enfría. Los neutrones libres y los protones son menos estables que los núcleos de Helio y los protones y neutrones tienen una fuerte tendencia a formar He-4. Sin embargo, el He-4 antiguo necesita el paso intermedio de formar el deuterio. En ese momento en que ocurre la nucleosíntesis, la temperatura es suficientemente alta para la energía media por partícula para ser mayor que la energía de enlace del deuterio. Además, cualquier deuterio que se formara se destruiría inmediatamente (una situación conocida como el cuello de botella del deuterio). Así, la formación de He-4 se retrasa hasta que el Universo se vuelva lo suficientemente frío como para formar deuterio (aproximadamente T = 0.1 MeV), cuando hay una ráfaga repentina de formación de elementos. Poco después, tres minutos después del Big Bang, el Universo está demasiado frío para que ocurra cualquier fusión nuclear. En este punto, las abundancias elementales son fijadas y solo cambian como productos de la radioactividad de la descomposición de la Nucleosíntesis (como el tritio).
En estos momentos (era leptónica), el Universo era una mezcla de diferentes partículas, donde la proporción aproximada entre bariones y fotones era η = 10-10. En esta fase, el ritmo de expansión del Universo era mayor que las escalas de tiempo de las diversas interacciones (electromagnética, fuerte o débil) y por tanto las reacciones nucleares se llevaban a cabo tanto en un sentido como en otro, y se mantenía por tanto el equilibrio entre especies. Cuando el ritmo de expansión es inferior a alguna interacción se produce el desacoplamiento. A los 0,1 segundos el Universo se había enfriado hasta una temperatura de 3·1010 K (unos 4 MeV). El tiempo característico de las interacciones débiles es proporcional a T5, y por tanto menos sensible a los cambios de temperatura: los neutrinos dejaron de estar en equilibrio y se desacoplaron, comenzando a expandirse adiabáticamente a una temperatura inversamente proporcional al tamaño del Universo. Otras formas de interacción débil, como neutrón + positrón <--> protón + antineutrino aún eran suficientemente rápidas como para mantener un equilibrio entre neutrones y protones. Otros autores han sugerido escenarios alternativos.
La existencia de inhomogeneidades habría tenido una enorme repercusión en la nucleosíntesis primordial. Un segundo después del Big Bang (T = 1010 K, 1 MeV), las reacciones que mantenían el equilibrio entre neutrones y protones se volvieron más lentas que la expansión. La proporción n/p se congeló en torno a 0,18. De esta manera, el mayor contenido de protones daría como resultado la abundancia de hidrógeno y helio. A los 10 segundos, con T = 3·109 K, 0,5 MeV, los fotones dejaron de ser lo suficientemente energéticos para crear pares electrón-positrón. Se produjo una aniquilación de pares que dio lugar a una proporción de un electrón por cada 109 fotones. Este fue el fin de la era leptónica, dando lugar a la era de la radiación, que duró hasta unos 372 000 años de media tras el Big Bang, comenzando hacia 257 000 años hasta pasados los 487 000, momento en el que la materia y la energía se desacoplaron completamente, a una temperatura de unos 3000 K, y produjeron la radiación de fondo, que actualmente, debido al desplazamiento al rojo, tiene una temperatura de antena de unos 2,7 K.
Durante la era de la radiación no se pudo producir deuterio u otros núcleos más pesados, hasta que la temperatura descendió a 9·108 K (0,1 MeV), unos 200 segundos después del Big Bang. En este momento la síntesis del deuterio se produjo en cantidades apreciables y comenzó la nucleosíntesis primordial. El deuterio se combinó con los protones, dando lugar al 3He. Poco después la mayor parte de neutrones se integraron dando lugar al 4He. Con una proporción n/p = 0,15, ligeramente tras la 'congelación', la proporción entre el hidrógeno y el 4He es de 3 a 1. Tal y como anticiparon Enrico Fermi y sus colaboradores, como hay núcleos atómicos estables de masa atómica 5 y 8, la actividad nuclear se detuvo en el 4He, debido a que la combinación de las dos especies más abundantes, hidrógeno y 4He producen un núcleo inestable de masa atómica 5.
La síntesis finalizó 1000 segundos después del Big Bang, a una temperatura de 3·108 K. Posteriormente, la desintegración del tritio en 3He, mientras los núcleos atómicos de masa 7 acabaron transformados en 7Li, produjeron un Universo compuesto mayoritariamente por hidrógeno y 4He, con trazas de deuterio, 3He y 7Li. El resto de elementos de la tabla periódica se sintetizaron posteriormente mediante procesos de nucleosíntesis estelar, auténticos hornos nucleares.

### Historia de la nucleosíntesis primordial
Los primeros estudios de nucleosíntesis primordial se iniciaron con los trabajos de George Gamow, Ralph Alpher y Robert Hermann en los años 1940. Junto con Hans Bethe publicaron el seminario Alpher-Bethe-Gamow perfilando la teoría de producción de los elementos ligeros en el Universo primigenio. Estos consideraban al Universo primigenio como un horno nuclear en el cual podía cocinarse la totalidad de la tabla periódica de los elementos, especulación incorrecta, pero que les llevó a predecir el fondo cósmico de microondas. Estos cálculos partían de dos hipótesis:
- El Universo, homogéneo e isótropo, puede describirse mediante la teoría de la relatividad general.
- La temperatura del Universo en sus fases iniciales era lo suficientemente elevada como para presentar un estado de equilibrio estadístico nuclear entre las distintas especies.

Durante los años 1970, había un gran misterio debido a que la densidad de bariones calculada en la Nucleosíntesis primordial era mucho menos que la masa observada del Universo basada en los cálculos de la tasa de expansión. Este misterio fue resuelto en gran parte postulando la existencia de la materia oscura.

### Elementos pesados
La Nucleosíntesis del Big Bang no produjo elementos más pesados que el berilio, gracias al cuello de botella debido a la ausencia de núcleos estables con más de 8 nucleones. En las estrellas, el cuello de botella se pasa por colisiones triples de núcleos de He-4, produciendo carbono (el proceso triple-alfa). Sin embargo, este proceso es muy lento, necesitando decenas de miles de años para convertir una suma significante de Helio en carbono en las estrellas y además su contribución es insignificante en los minutos que siguen al Big Bang.

### Helio-4
La nucleosintesis del Big Bang predice una abundancia primordial sobre 25 % Helio-4 y este número es extremadamente insensible a las condiciones iniciales del Universo. La razón para ello es que el He-4 es muy estable y casi todos sus neutrones se combinarán con protones para formar el He-4. Además, dos átomos de He-4 no se pueden combinar para formar un átomo estable, de tal manera que cuando se forma He-4, sigue siendo He-4. Una analogía es pensar en el He-4 como ceniza y la suma de ceniza que se forma cuando una pieza de madera arde completamente es insensible a cómo arde.
La abundancia de He-4 es importante porque hay más He-4 en el Universo que del que puede explicarse en la nucleosíntesis estelar. Además, proporciona una prueba importante para la teoría del Big Bang. Si la abundancia de Helio observada es muy diferente del 25 %, entonces esto supondría un serio problema para la teoría. Esto particularmente sería el caso si la abundancia primigenia de He-4 era mucho menor del 25 % porque el He-4 es difícil de destruir. Durante unos cuantos años a mediados de los años 1990, las observaciones sugerían que este podría ser el caso, causando que los astrofísicos hablaran sobre una crisis del Big Bang nucleosintético, pero las observaciones posteriores fueron consistentes con la teoría del Big Bang.

### Deuterio
El deuterio es en algunos casos el opuesto al He-4 (que es muy estable y muy difícil de destruir), el deuterio es solo marginalmente estable y fácil de destruir. Como el He-4 es muy estable, hay una fuerte tendencia de que dos núcleos de deuterio se combinen para formar He-4. La única razón de que la Nucleosíntesis no convierta todo el deuterio del Universo en He-4 es que la expansión del Universo lo enfrió y cortó esta conversión poco antes de completarse. Una consecuencia de esto es que al contrario que con el He-4, la cantidad de deuterio es muy sensible a las condiciones iniciales. Cuanto más grande es el universo, más deuterio se convierta en He-4 y queda menos deuterio.
No hay procesos post-Big Bang que produzcan significantes sumas de deuterio. Además, las observaciones sobre la abundancia de deuterio sugieren que el Universo no tiene edad infinita, de acuerdo con la teoría del Big Bang. Durante los años 1970, hubo grandes esfuerzos en encontrar procesos que pudieran producir deuterio, pero resultaron ser un camino de producir otros isótopos distintos del deuterio. El problema fue que mientras la concentración de deuterio en el Universo es consistente con el modelo del Big Bang en conjunto, es altamente consistente con un modelo que presume que el Universo consiste en protones y neutrones. Si se asume que todo el Universo consiste en protones y neutrones, la densidad del Universo es tal que gran parte del deuterio observado se habría quemado dando He-4.
Esta inconsistencia entre las observaciones de deuterio y las observaciones de la tasa de expansión del Universo condujeron a un gran esfuerzo para encontrar procesos que pudieran producir deuterio. Después de una década de esfuerzos, el consenso fue que estos procesos son improbables y la explicación estándar utilizada actualmente para la abundancia de deuterio es que el Universo no consiste principalmente de bariones y que la materia no bariónica (materia oscura) camufla gran parte de la materia del Universo. Esta explicación es también consistente con los cálculos que demuestran que un Universo está constituido principalmente de protones y neutrones estaría más agrupado de lo que se observa.
Es difícil que surjan procesos que produzcan deuterio mediante fusión nuclear. Lo que este proceso necesitaría es que la temperatura fuera lo suficientemente caliente como para producir deuterio, pero no lo suficiente como para producir He-4 y que este proceso inmediatamente se enfriara a temperaturas no nucleares después de no más de unos cuantos minutos. También, es necesario para que el deuterio se barra antes de que vuelva a ocurrir.
También es difícil producir deuterio por fisión. El problema aquí de nuevo es que el deuterio está muy sujeto a procesos nucleares y esas colisiones entre núcleos atómicos probablemente den como resultado de la absorción nuclear o del lanzamiento de neutrones libres o partículas alfa. Durante los años 1970, se hicieron intentos de utilizar espalación de rayos cósmicos para producir deuterio. Estos intentos de producir deuterio fallaron, pero inesperadamente produjeron otros elementos ligeros.

## Pruebas observacionales y estado de la nucleosíntesis
La teoría de la nucleosíntesis proporciona una descripción matemática detallada de la producción de "elementos" ligeros: deuterio, He-3, He-4 y Li-7. Específicamente, la teoría proporciona predicciones cuantitativas precisas de la mezcla de estos elementos, que son, las abundancias primigenias.
Para probar estas predicciones, es necesario reconstruir las abundancias primigenias como sea posible, por ejemplo observando objetos astronómicos en que la muy pequeña nucleosíntesis estelar ha tomado lugar (como ciertas galaxias enanas) u observando objetos que están muy lejos y así se pueden ver en una etapa muy temprana de su evolución (como quasares distantes).
Como aparece arriba, en el dibujo estándar de la nucleosíntesis, todas estas abundancias elementales dependen de la suma de materia bariónica ordinaria relativa a la tadiación (fotones). Como el Universo es homogéneo, tiene un único valor de la relación barión-protón. Durante un largo tiempo, esto significó que para probar la teoría de la Nucleosíntesis del Big Bang contra las observaciones uno se tenía que preguntar: ¿pueden todas las observaciones de elementos ligeros ser explicadas con un valor sencillo de relación barión-protón? O más precisamente, permitiendo la precisión finita de las predicciones y las observaciones, la pregunta es: ¿hay algún rango de valores de la relación barión-protón que pueda estar de acuerdo con todas las observaciones?
Más recientemente, la pregunta ha cambiado: las observaciones de precisión de la radiación de fondo de microondas con el WMAP dan un valor independiente para la relación barión-protón. Utilizando este valor, ¿están las predicciones de la Nucleosíntesis del Big Bang para las abundancias de los elementos ligeros de acuerdo con las observaciones?
La respuesta actual es un sí: para el He-4, hay un buen acuerdo y para el He-3 y el deuterio (donde la exactitud de las medidas de abundancia es mayor), el acuerdo es incluso mayor. Para el Li-7, las observaciones y las predicciones dan el mismo orden de magnitud, pero son diferentes en un factor de 2. Sin embargo, dadas las presunciones que necesitan hacerse para reconstruir la abundancia primigenia de Li-7, es más probable reflejar incertidumbres en la comprensión de la física estelar que las imperfecciones en nuestra comprensión de la Nucleosíntesis del Big Bang. Este nivel de acuerdo no es trivial y representa un éxito imprevisible de la cosmología moderna: la Nucleosíntesis del Big Bang extrapola los contenidos y las condiciones del Universo actual (de unos 14 000 millones de años) hacia atrás hasta que su edad era de un segundo y los resultados están de acuerdo con la observación.

## Modelos no convencionales de la nucleosíntesis del Big Bang
Además del escenario convencional de la nucleosíntesis del Big Bang hay numerosos escenarios no convencionales. Estos no deberían confundirse con la cosmología no convencional: un escenario no convencional de la nucleosíntesis primigenia asume que el Big Bang ocurrió, pero inserta física adicional para ver cómo afecta a las abundancias de los elementos. Estas piezas de física adicional son la relajación o la eliminación de la presunción de homogeneidad o insertar nuevas partículas como neutrinos masivos.
Ha habido y continúa habiendo varias razones para investigar en teorías de nucleosíntesis primigenia no convencionales. El primero, que es de gran interés histórico, es resolver inconsistencias entre las predicciones de la nucleosíntesis del Big Bang y las observaciones. Esto se ha probado que es de utilidad limitada, dado que las inconsistencias fueron resueltas por mejores observaciones y en muchos casos intentando cambiar la nucleosíntesis resultaron abundancias que eran más inconsistentes con las observaciones. El segundo, que es principalmente el foco de la nucleosíntesis a principios del siglo XXI, es utilizas la nucleosíntesis para fijar los límites en teorías físicas especulativas o desconocidas. Por ejemplo, la nucleosíntesis primigenia convencional asume que ninguna hipotética partícula exótica involucrada en la nucleosíntesis. Se puede insertar una partícula hipotética (como un neutrino masivo) y ver qué pasa antes de que la nucleosíntesis del Big Bang prediga que son muy diferentes de las observaciones. Esto se ha hecho satisfactoriamente para poner límites a la masa de un neutrino tau.

### Para el público general
- Weiss, Achim. «Big Bang Nucleosynthesis: Cooking up the first light elements». Einstein Online. Archivado desde el original el 8 de febrero de 2007. Consultado el 9 de abril de 2007.
- White, Martin: Visión general de la Nucleosíntesis del Big Bang
- Wright, Ned: Nucleosíntesis primigenia (tutorial cosmológico)

### Artículos técnicos
- Burles, Scott, and Kenneth M. Nollett, Michael S. Turner (2001). «What Is The BBN Prediction for the Baryon Density and How Reliable Is It?». Phys.Rev. D 63: 063512. arΧiv:astro-ph/0008495. FERMILAB-Pub-00-239-A
- Jedamzik, Karsten, "[https://web.archive.org/web/20050309201205/http://www.mpa-garching.mpg.de/~jedamzik/papers/non-sbbn/non-sbbn.html Un breve resumen de Escenarios de Nucleosíntesis Primigenia No-Convencionales". Instituto Max Planck de Astrofísica, Garching.
- Steigman, Gary, Nucleosíntesis Primigenia: Éxitos y Oportunidades  de Cosmología Forense: Pruebas de Bariones y Neutrinos con la Nucleosíntesis del Big Bang y el CBR . Pruebas de los primeros 20 minutos .
- R. A. Alpher, H. A. Bethe, G. Gamow, El Origen de los Elementos Químicos Archivado el 7 de febrero de 2013 en Wayback Machine., Physical Review 73 (1948), 803. El llamado artículo αβγ, en el que Alpher y Gamow sugirieron que los elementos ligeros se crearon por iones de hidrógeno capturando neutrones en el Universo primigenio denso y caliente. El nombre de Bethe se añadión por simetría.
- G. Gamow, El Origen de los Elementos y la Separación de las Galaxias Archivado el 25 de enero de 2012 en Wayback Machine., Physical Review 74 (1948), 505. Estos dos artículos de 1948 de Gamow fundamentan la comprensión actual de la Nucleosíntesis primigenia.
- G. Gamow, Nature 162 (1948), 680
- R. A. Alpher, "Una Teoría sobre la Captura de Neutrones en la Formación y las Abundancias Relativas de Elementos", Physical Review 74 (1948), 1737
- R. A. Alpher y R. Herman, "Sobre las Abundancias RElativas de Elementos", Physical Review 74 (1948), 1577. Este artículo contiene la primera estimación de las temperaturas actuales del Universo.
- R. A. Alpher, R. Herman y G. Gamow Nature 162 (1948), 774
- Calculadora Java de las abundancias de elementos en el Big Bang